# Salangana de Nova Guinea
La salangana de Nova Guinea (Aerodramus papuensis) és una espècie d'ocell de la família dels apòdids (Apodidae) que habita l'illa de Nova Guinea.